# Donato Mármol
Pour les articles homonymes, voir Mármol.
Donato Mármol, né le 14 février 1843 à Bayamo et mort le 26 juin 1870 à Baraguá, est un révolutionnaire et général cubain qui a joué un rôle clé dans la guerre des Dix Ans à Cuba.

## Biographie
Donato Benjamín del Mármol y Tamayo est né à Bayamo le 14 février 1843. Son père, originaire du Venezuela et capitaine de l'armée espagnole, a déménagé avec sa famille à Santiago de Cuba, où Donato a terminé ses études. 
Mármol participe aux premières réunions révolutionnaires, notamment celle dirigée par Carlos Manuel de Céspedes en septembre 1868, où il agit comme chef de Jiguaní. 
Après l'appel de Yara (en) de Céspedes, le 10 octobre 1868, il rejoint la guerre d'indépendance contre l'Espagne. Le soulèvement révolutionnaire se propage rapidement dans tout l'est de Cuba.
Agissant comme chef adjoint sous Calixto García, Mármol dirige 150 hommes de ville en ville le 13 octobre 1868, poussant à l'insurrection. Ils attaquent les villes de Santa Rita et Baire, puis s'emparent de Jiguaní, y capturant le gouverneur,. Le 19 octobre 1868, ses forces capturent Bayamo, qui devient alors le siège du gouvernement révolutionnaire. La colonne Màrmol saisit les armes des troupes espagnoles de la garnison de Bayamo.
Le 25 octobre 1868, il participe à la bataille de Pino de Baire (en), dans la province d'Oriente (en). Il commande une force de mambises avec le général Máximo Gómez comme commandant en second contre les troupes espagnoles du colonel Demetrio Quirós Weyler (en) qui est envoyé pour reprendre Bayamo. Quirós est finalement contraint de se retirer à Santiago de Cuba.
Donato Mármol et Félix Figueredo attaquent El Cobre à Santiago de Cuba en novembre 1868, mais leur tentative échoue. Peu après, le général Mármol ordonne à Figueredo de prendre le contrôle de la place, qui a été désertée par les Espagnols. 
Les forces de Mármol sont appelées de Santiago de Cuba à Bayamo en janvier 1869 pour empêcher la marche de Blas Villate (en), comte de Valmaseda sur Bayamo. La défaite cubaine lors de la bataille d'El Salado (en) conduit à l'incendie et à l'abandon de Bayamo par les Cubains. La discorde révolutionnaire atteint son paroxysme avec l'auto-proclamation de Mármol comme dictateur, mais l'intervention de Francisco Vicente Aguilera (en) lors d'une réunion à Tacajó (es) le 29 janvier 1869, stabilise le mouvement. 
En avril 1869, sous la présidence de Céspedes, Mármol est nommé général dans l'Armée de libération cubaine dirigée par Manuel de Quesada y Loynaz (en). Il dirige la 1re brigade de Santiago de Cuba, qui fait partie de la 2e division de l'armée d'Oriente, sous les ordres du major-général Thomas Jordan.
Donato Mármol meurt d'une fièvre cérébrale (en) le 26 juin 1870, dans le camp de Baraguá, et est enterré dans le domaine de San Felipe près du río Cauto à Palma Soriano,. 
Son commandement dans l'Armée de libération cubaine est repris par le général Máximo Gómez.